# 12912 Streator
12912 Streator eller 1998 SR60 är en asteroid i huvudbältet som upptäcktes den 17 september 1998 av LONEOS vid Anderson Mesa Station. Den är uppkallad efter den amerikanska staden Streator.
Den tillhör asteroidgruppen Themis.